# Сборная Макао по хоккею с шайбой
Сборная Макао по хоккею с шайбой — представляет Макао на международных турнирах по хоккею с шайбой.

## История
Свой первый матч на международной арене сборная Макао провела 6 января 2003 года против сборной Гонконга. Тот матч завершился сокрушительным поражением Макао со счётом 1:30. В 2007 году сборная Макао добилась самого высокого достижения в своей истории, заняв 11 место на Зимних Азиатских играх.
В феврале 2014 года сборная Макао победила в первом дивизионе Кубка вызова Азии по хоккею и получала право на участие в топ-дивизионе зимних Азиатских игр в Японии и в следующем топ-дивизионе Кубка вызова Азии. В топ-дивизионе Кубка вызова Азии 2015 заняла последнее место. В зимних Азиатских игр 2017 заняла второе место в группе B дивизиона II.

## Результаты
| Сборная  | И | В | Н | П | ШЗ | ШП |
| -------- | - | - | - | - | -- | -- |
| Гонконг  | 8 | 0 | 1 | 7 | 10 | 71 |
| Тайвань  | 1 | 0 | 0 | 1 | 0  | 9  |
| Сингапур | 3 | 0 | 1 | 2 | 7  | 13 |
| Индия    | 1 | 1 | 0 | 0 | 8  | 0  |
| Кувейт   | 3 | 0 | 1 | 2 | 4  | 19 |
| Малайзия | 2 | 0 | 0 | 2 | 11 | 1  |
| ОАЭ      | 1 | 0 | 0 | 1 | 0  | 7  |
| Монголия | 1 | 0 | 0 | 1 | 1  | 4  |
| Китай    | 1 | 0 | 0 | 1 | 0  | 26 |
| Таиланд  | 3 | 0 | 0 | 3 | 2  | 15 |